# Aleksandar Čilikov
Aleksandar Saša Čilikov (Beograd, 23. avgust 1950 — Cetinje, 12. jul 2025) bio je crnogorski istoričar umjetnosti.

## Biografija
Rođen je u Beogradu. Osmogodišnju i srednju školu završio na Cetinju. Diplomirao, magistrirao i doktorirao na Filozofskom fakultetu Univerziteta u Beogradu — Odsek za istoriju umetnosti. U periodu od 1977.– 1994. radio je u Republičkom zavodu za zaštitu spomenika kulture, gdje je vršio dužnosti pomoćnika i direktora ustanove. Tokom rada u navedenoj ustanovi učestvuje u brojnim istraživanjima u okviru korpusa kulturno-istorijske baštine Crne Gore — kabinetski, arhivski i terenski rad — kao član i rukovodilac stručnih timova.
Kao stipendista UNESCO-a bio je 1980. na šestomjesečnoj specijalizaciji u Rimu (Institut ICCROM) posvećenoj vizantijskoj umjetnosti u Italiji. Studijski boravio u više evropskih zemalja i svim bivšim jugoslovenskim republikama. Autor je brojnih elaborata i tekstova na temu kulturne baštine Crne Gore, teorije i istorije umjetnosti. Objavio je i preko 100 stručnih tekstova u dnevnoj, neđeljnoj i mjesečnoj štampi.
Član je Umjetničkog savjeta Narodnog muzeja Crne Gore, Naučnog savjeta Nacionalnih parkova Crne Gore, predsjednik Društva istoričara umjetnosti Crne Gore i Fondacije „Guvernaduri Radonjići” i predsjednik Državne komisije za nadzor nad postupkom revizije muzejskog materijala i dokumentacije u Narodnom muzeju (na tu funkciju je 2018. podnio ostavku)
Autor je dvadesetak scenarija za dokumentarne TV filmove na temu kulturne baštine Crne Gore. Član je redakcija časopisa „Art centrala” i „Polimski glasnik”, a bavio se i likovnom kritikom i publicistikom.
Od 1994. do penzionisanja 2015. radio na Univerzitetu Crne Gore, gdje je stekao zvanje vanrednog profesora. Profesor je po pozivu na više univerzitetskih jedinica u Crnoj Gori i inostranstvu. Dobitnik je više stručnih nagrada i priznanja, među njima i Nagrade Saveza konzervatora Jugoslavije, Nagrade prijestonice Cetinja „13 novembar” i Trinaestojulske nagrade. U decembru 2015. godine izabran za vanrednog člana CANU.
Preminuo je 12. jula 2025. godine.

## Spoljašnje veze
- http://www.canu.me/clanovi/aleksandar-cilikov
- https://www.youtube.com/watch?v=e-Zg51JdGUI
- http://www.monitor.co.me/index.php?option=com_content&view=article&id=5303:trinaestojulska-nagrada-nacionalno-priznanje-priznatim-stvaraocima&catid=3658:broj-1239&Itemid=4927